# باشگاه فوتبال برق شیراز
باشگاه فوتبال برق شیراز یک باشگاه فوتبال ایرانی است که در سال ۱۳۲۵ در شهر شیراز پایه‌گذاری شد. این تیم یکی از قدیمی‌ترین تیم‌های ایران و قدیمی‌ترین تیم شیراز است. از مهم‌ترین افتخارات باشگاه فوتبال برق شیراز می‌توان به ۱ قهرمانی و ۱ نایب‌قهرمانی در جام حذفی ایران و ۱ قهرمانی جام اتحادیه ایران اشاره کرد.

## تاریخچه

### بنیانگذاری و سال‌های نخست (۱۳۵۰–۱۳۲۵)
در سال ۱۳۲۵ عده‌ای از جوانان ورزش‌دوست شیرازی که در «کارخانه چراغ‌برق شیراز» کار می‌کردند، به رهبری «ابراهیم نعمت‌اللهی» تصمیم به تشکیل یک تیم فوتبال گرفتند. در روز ۲۵ اردیبهشت ۱۳۲۵، مهندس خمسی، مدیر کارخانه در جلسه‌ای با تأسیس باشگاه برق موافقت کرد.
بعد از استقلال تهران که قدیمی‌ترین باشگاه باقی مانده ایران است، برق شیراز یکی از قدیمی‌ترین باشگاه فوتبال باقی مانده ایران بود که منحل شد.
باشگاه برق کار خود را با سرپرستی نعمت‌اللهی و مربیگری بهادر قهرمان آغاز کرد. حمایت‌های کارخانه و مدیریت آن از ابتدا غیرمالی بود، اما همان کمک‌ها نیز چندان دوام نداشت و پس از مدت کوتاهی قطع شد. پس از آن نعمت‌اللهی با سرمایه شخصی عهده‌دار نیازهای مالی باشگاه شد. با افزایش مشکلات مالی بهادر قهرمان پس از ۶ تا ۷ ماه از تیم کناره‌گیری کرد و مسئولیت مربیگری هم بر دوش نعمت‌اللهی افتاد.

### دوران جام تخت جمشید (۱۳۵۷–۱۳۵۰)
در سال ۱۳۵۶ برق شیراز با مربیگری عباس رضوی به‌عنوان بهترین تیم شهرستانی جام تخت جمشید دست یافت و به‌عنوان پاداش به جام استقلال چین اعزام شد. در این جام تیم‌های مقتدری ازجمله تیم ملی چین /مراکش/غنا/ مکزیک /فلیپین و برق شیراز حضور داشتند که در نهایت تیم برق شیراز به عنوان سومی دست یافت.
بردهای پر گل این تیم مقابل دو تیم پر طرفدار آن‌روزها یعنی تاج و پرسپولیس موجب شگفتی کارشناسان بود حال آنکه ناتمام ماندن لیگ در این سال موجب قطع شدن نوار پیروزی‌های لاله‌های نارنجی مقابل سرخابی پایتخت شده و در ادامه این تیم به دومین بحران از سه بحران بزرگ تاریخ خود پا گذاشت، بحران سال ۵۷ و سال‌های نخست پس از انقلاب که با تلاش‌های حسن منجمی این تیم به حیات خود در فوتبال کاملاً دولتی شده پس از انقلاب در ایران ادامه داد.

### دهه ۶۰ و ۷۰ (۱۳۷۹–۱۳۵۸)
دهه هفتاد را دههٔ طلایی برق شیراز می‌دانند. سال‌هایی که بازیکنان بزرگی همچون غلام حسین پیروانی، داریوش یزدانی، رحمان آرامی، رضا استواری، افشین پیروانی، مهدی شیری، محسن رنجبران، بهروز محمد زایی و… چهره قدرتمندی از فوتبال شیراز را به نمایش می‌گذاشتند کما این که در روزهای بازی برق در ورزشگاه ارتش شیراز هیچ جای خالی روی سکوها پیدا نمی‌شد.
این تیم در دههٔ هفتاد ۲ بار به فینال جام حذفی راه یافت و یک بار به قهرمانی دست یافت.
درسال۱۳۷۴ برق با سردمداری جوانان برومند و باتجربه در کنار ستاره‌های بی چون و چرای آن روزهای فوتبال ایران همچون داریوش یزدانی به فینال جام حذفی رسید ولی درفینال دربرابر تیم پرمهره استقلال تهران مغلوب شد وکاری از پیش نبرد. برق در سال بعد با پشت سرگذاشتن تیم‌های چون تراکتورسازی و پرسپولیس تهران در فینال جام حذفی به بهمن کرج پرستاره رسید. در تابستان داغ ۷۶ ورزشگاه ارتش شیراز پذیرای بیش از بیست و پنج هزار تماشاچی برق بود تا جایی که بر روی نورافکن‌ها ی ورزشگاه هام تماشاچیان نشسته بودند. بازی در وقت معمول و اضافه با تساوی به پابان رسید. در ضربات پنالتی دروازه‌بان وقت برق، محمدرضا مهربان کاری کرد کارستان، سه پنالتی اول بهمن توسط وی مهار شد و با گل شدن هرسه پنالتی برق، این تیم به مقام قهرمانی جام حذفی ایران رسید.
در آن سال برق در دور اول با تیم پلیس عراق مواجه شد. بازی رفت درشیراز با تساوی به پایان رسید این تیم در جام باشگاه‌های آسیا به دلیل عدم همکاری دولت صدام فقط با ۱۳ بازیکن به عراق عازم شد و به توفیق نرسید و با شکست دربرابر پلیس از این رقابت‌ها حذف گردید. در آن زمان مصطفوی رئیس فدراسیون فوتبال ایران بود که رابطه بسیار بدی با تیم برق شیراز و مدیرانش داشت. مصطفوی تیم برق را فردای بازگشت از عراق وادار به بازی با استقلال کرد، آنروز در حالی که یاران برق به سختی به عدد ۱۱ می‌رسیدنند شکست سختی از استقلال خوردند و در سراشیب سقوط به دسته ۲ قرار گرفتند و در همان سال در حالی که نماینده ایران در آسیا بودند به دسته دو سقوط کردند. در سال ۱۳۷۸ باتکیه بر جوانان خود همچون برادران عباسفرد، مهدی شیری، ناصر شیردل، محمد منصوری، محمد خلف مطوری، ایمان امین ستار زارع… دوباره به سطح اول فوتبال ایران بازگشتند.

### سقوط از لیگ برتر ۸۸–۸۷ به لیگ دسته یک
فصل باحضور ستاره‌هایی چون مهدی شیری ستار زارع برادران کریمیان و داریوش یزدانی آغاز گردید. درحالی که برق در پایان هفته هفتم با شانزده امتیاز در رده اول جای داشت با جدایی برخی بازیکنان و اختلافات داخلی شدید همچنین عدم همکاری برق منطقه‌ای و مدیر عامل وقت مهندس مشفقیان در سراشیبی سقوط قرارگرفت و در پایان فصل این تیم پس از کسب رتبه ۱۸ لیگ برتر، به لیگ دسته اول سقوط کرد

### رتبه سوم لیگ دسته یک در سال ۸۸–۸۹
تیم برق شیراز پس از کسب نتایج خوب پس از اولین سال سقوط به لیگ یک به علت کمبود یک امتیاز نسبت به تیم اول گروه و کمبود ۲ گل تفاضل نسبت به تیم دوم در جایگاه سوم قرار گرفت و از صعود دوباره به لیگ برتر بازماند.

### امکانات باشگاه
در ابتدا این تیم در زمین معروف محلهٔ سعدی شیراز بازی می‌کرد که سالمندان شیرازی خاطرات بسیار زیادی از این زمین دارند. در زمان محمدرضا شاه پهلوی در دهه پنجاه، باشگاه کنونی با امکانات استخر سرپوشیده، زمین چمن استاندارد، سالن‌های فوتسال، بدنسازی، زمین بسکتبال و والیبال در بلوار رازی ساخته شد که در زمان خود منحصربه‌فردترین امکانات در کشور برای یک تیم فوتبال محسوب می‌شد. بخشی از این امکانات در دهه هفتاد به باشگاه اضافه شد.

### مجموعه افتخارات
بهترین تیم شهرستانی به عنوان نماینده ایران در تورنمنت بین‌المللی دیوار بزرگ چین
۱۳۵۶
بهترین تیم شهرستانی و بهترین خط دفاع
۱۳۷۳
قهرمانی
جام حذفی
۱۳۷۶
نایب قهرمانی
جام حذفی
۱۳۷۵
قهرمان اولین دوره جام اتحادیه کشور
۱۳۷۹
بهترین نتیجه تاریخ تیم برق شیراز برد ۶ بر صفر برابر داماش در سال ۱۳۸۰ در استادیوم حافظیه، ضعیف‌ترین نتیجه این تیم شکست ۷ بر ۲ مقابل پیکان تهران در سال ۱۳۸۴ در پیکان شهر به ثبت رسیده

## هواداران و هماوردان
برق نسبت به تیم‌های همشهری‌اش در شیراز و از محبوبیت بیشتری برخوردار است، اما در بیرون از شیراز چندان هوادار ندارد. گفته می‌شود وضعیت هواداری از برق شیراز مشابه تراکتور سازی تبریز است، برق شیراز در دهه هفتاد تماشاگران زیادی را به استادیوم ارتش شیراز می‌کشاند. در دورانی که ورزشگاه‌های تبریز و شیراز مثل تمام شهرهای کشور با ظرفیت کامل در سیطرهٔ سرخابی‌ها بودند تراکتور و برق از سطح اول فوتبال ایران خارج شدند. وقتی تراکتورسازی بعد از سال‌ها بازگشت اتفاقی عجیب رخ داده بود، همگان شاهد حضور یک تیم پر تماشاگر با مقیاس سرخ‌آبی‌ها بودند. آنهم نه از روی هیجان و برای مدتی محدود. بسیاری معتقد هستند چنین اتفاقی در شیراز هم رقم خورده است. گفته می‌شود مردم شیراز تیم برق را قربانی تبعیض، سهل‌انگاری، بی‌لیاقتی و خیانت می‌دانند و به همین دلیل در میان شیرازی‌ها به‌خصوص نسل جوان، تعلق خاطر به برق شیراز بسیار بالا رفته تا جایی که باور دارند حضور برق در لیگ آزادگان هم بیش از پنجاه هزار تماشاگر را در بازی‌های خانگی به ورزشگاه خواهد کشاند. بسیاری معتقدند برق شیراز درگیر دسیسه و سیاسی‌کاری مسئول سپاه فارس برای اعتبار بخشی به تیم رقیب یعنی فجرسپاسی شده است. از آنجا برق شیراز سابقه بسیار طولانی در ورزش ایران دارد، بسیاری این تیم را شناسنامه ورزش استان فارس دانسته و تیم رقیب را یک تیم وابسته به نظام می‌دانند. این اهمیت باشگاه برق را در شیراز طی سال‌های اخیر دو چندان کرده است. اغلب جوانان برق را نماد مظلومیت مردم فارس می‌دانند. با ظهور سیاسی تیم فجرسپاسی در دهه هفتاد تبعیض به حد اعلای خود رسید و مسئولان استان، تیشه به ریشه باشگاه مردمی برق زدند…

## فصل به فصل
جدول زیر نتایج حاصل شده توسط باشگاه برق شیراز از سال ۱۳۵۳ می‌باشد.
| فصل       | لیگ                | لیگ     | لیگ                              | لیگ                              | لیگ                              | لیگ                              | لیگ                              | لیگ                              | لیگ                              | لیگ                              | جام حذفی                         | سرمربی                                 | توضیحات                          |
| فصل       | دسته               | سطح لیگ | بازی                             | برد                              | مساوی                            | باخت                             | زده                              | خورده                            | امتیاز                           | جایگاه                           | جام حذفی                         | سرمربی                                 | توضیحات                          |
| --------- | ------------------ | ------- | -------------------------------- | -------------------------------- | -------------------------------- | -------------------------------- | -------------------------------- | -------------------------------- | -------------------------------- | -------------------------------- | -------------------------------- | -------------------------------------- | -------------------------------- |
| ۱۳۵۳      | دسته ۲             | دوم     |                                  |                                  |                                  |                                  |                                  |                                  |                                  | دوم                              |                                  |                                        | صعود                             |
| ۱۳۵۴      | جام تخت‌جمشید       | اول     | ۳۰                               | ۴                                | ۱۶                               | ۱۰                               | ۲۰                               | ۲۹                               | ۲۴                               | چهاردهم                          |                                  |                                        |                                  |
| ۱۳۵۵      | جام تخت‌جمشید       | اول     | ۳۰                               | ۵                                | ۱۵                               | ۱۰                               | ۱۳                               | ۱۹                               | ۲۵                               | یازدهم                           |                                  |                                        |                                  |
| ۱۳۵۶      | جام تخت‌جمشید       | اول     | ۳۰                               | ۱۰                               | ۱۳                               | ۷                                | ۲۶                               | ۲۰                               | ۳۳                               | هفتم                             |                                  |                                        |                                  |
| ۱۳۵۷      | جام تخت‌جمشید       | اول     | به دلیل انقلاب ایران ناتمام ماند | به دلیل انقلاب ایران ناتمام ماند | به دلیل انقلاب ایران ناتمام ماند | به دلیل انقلاب ایران ناتمام ماند | به دلیل انقلاب ایران ناتمام ماند | به دلیل انقلاب ایران ناتمام ماند | به دلیل انقلاب ایران ناتمام ماند | به دلیل انقلاب ایران ناتمام ماند | به دلیل انقلاب ایران ناتمام ماند | به دلیل انقلاب ایران ناتمام ماند       | به دلیل انقلاب ایران ناتمام ماند |
| ۱۳۶۸–۶۹   | دسته ۲             | دوم     | ۱۴                               | ۸                                | ۴                                | ۲                                | ۲۲                               | ۷                                | ۲۰                               | گروه سوم - دوم                   |                                  |                                        |                                  |
| ۱۳۷۰      | دسته ۲             | دوم     | ۲۲                               | ۱۱                               | ۸                                | ۳                                | ۲۵                               | ۱۱                               | ۳۰                               | اول                              |                                  |                                        | صعود                             |
| ۱۳۷۱      | جام آزادگان        | اول     | ۱۴                               | ۴                                | ۶                                | ۴                                | ۹                                | ۱۶                               | ۱۴                               | گروه دوم - ششم                   |                                  |                                        |                                  |
| ۱۳۷۲      | جام آزادگان        | اول     | ۲۶                               | ۵                                | ۱۰                               | ۱۱                               | ۲۷                               | ۳۸                               | ۲۱                               | دوازدهم                          |                                  |                                        |                                  |
| ۱۳۷۳      | جام آزادگان        | اول     | ۲۲                               | ۸                                | ۱۰                               | ۴                                | ۱۸                               | ۱۱                               | ۲۶                               | گروه دوم - سوم                   |                                  |                                        |                                  |
| ۱۳۷۴      | جام آزادگان        | اول     | ۳۰                               | ۱۱                               | ۹                                | ۱۰                               | ۳۲                               | ۲۶                               | ۴۲                               | ششم                              |                                  |                                        |                                  |
| ۱۳۷۵      | جام آزادگان        | اول     | ۳۰                               | ۱۱                               | ۶                                | ۱۳                               | ۲۶                               | ۲۷                               | ۳۹                               | هشتم                             | نایب قهرمان                      |                                        |                                  |
| ۱۳۷۶      | جام آزادگان        | اول     | ۲۸                               | ۳                                | ۱۰                               | ۱۵                               | ۱۹                               | ۳۹                               | ۱۹                               | پانزدهم                          | قهرمان                           |                                        | سقوط                             |
| ۱۳۷۷–۷۸   | دسته ۲             | دوم     | ۱۶                               | ۸                                | ۵                                | ۳                                | ۲۲                               | ۱۳                               | ۲۹                               | مرحله اول - گروه چهارم - سوم     |                                  |                                        |                                  |
| ۱۳۷۸–۷۹   | دسته ۲             | دوم     | ۲۸                               | ۱۱                               | ۱۴                               | ۳                                | ۳۶                               | ۲۱                               | ۴۷                               | اول                              |                                  |                                        | صعود                             |
| ۱۳۷۹–۸۰   | جام آزادگان        | اول     | ۲۲                               | ۴                                | ۹                                | ۹                                | ۲۳                               | ۲۶                               | ۲۱                               | یازدهم                           |                                  |                                        |                                  |
| ۱۳۸۰–۸۱   | لیگ برتر خلیج فارس | اول     | ۲۶                               | ۹                                | ۱۰                               | ۷                                | ۲۸                               | ۲۵                               | ۳۷                               | هشتم                             |                                  |                                        |                                  |
| ۱۳۸۱–۸۲   | لیگ برتر خلیج فارس | اول     | ۲۶                               | ۹                                | ۵                                | ۱۲                               | ۲۸                               | ۳۷                               | ۳۲                               | دهم                              | ۱/۸ پایانی                       |                                        |                                  |
| ۱۳۸۲–۸۳   | لیگ برتر خلیج فارس | اول     | ۲۶                               | ۵                                | ۹                                | ۱۲                               | ۲۷                               | ۴۷                               | ۲۴                               | دوازدهم                          |                                  |                                        |                                  |
| ۱۳۸۳–۸۴   | لیگ برتر خلیج فارس | اول     | ۳۰                               | ۷                                | ۱۲                               | ۱۱                               | ۳۴                               | ۴۳                               | ۳۳                               | دوازدهم                          |                                  |                                        |                                  |
| ۱۳۸۴–۸۵   | لیگ برتر خلیج فارس | اول     | ۳۰                               | ۶                                | ۱۰                               | ۱۴                               | ۲۳                               | ۳۷                               | ۲۸                               | چهاردهم                          |                                  | زلاتکو ایوانکوویچ                      |                                  |
| ۱۳۸۵–۸۶   | لیگ برتر خلیج فارس | اول     | ۳۰                               | ۸                                | ۹                                | ۱۳                               | ۳۵                               | ۴۵                               | ۳۳                               | دوازدهم                          | ۱/۸ پایانی                       | بیژن ذوالفقارنسب                       |                                  |
| ۱۳۸۶–۸۷   | لیگ برتر خلیج فارس | اول     | ۳۴                               | ۱۱                               | ۱۴                               | ۹                                | ۴۳                               | ۴۷                               | ۴۷                               | هشتم                             | ۱/۸ پایانی                       | محمود یاوری                            |                                  |
| ۱۳۸۷–۸۸   | لیگ برتر خلیج فارس | اول     | ۳۴                               | ۵                                | ۹                                | ۲۰                               | ۳۵                               | ۵۴                               | ۲۴                               | هجدهم                            | ۱/۸ پایانی                       | محمد عباسی / فرشاد پیوس / رسول کربکندی | سقوط                             |
| ۱۳۸۸–۸۹   | لیگ آزادگان        | دوم     | ۲۶                               | ۱۴                               | ۶                                | ۶                                | ۳۳                               | ۲۳                               | ۴۸                               | گروه دوم - سوم                   | ۱/۸ پایانی                       | علی اصغر کلانتری                       |                                  |
| ۱۳۸۹–۹۰   | لیگ آزادگان        | دوم     | ۲۶                               | ۸                                | ۱۱                               | ۷                                | ۲۴                               | ۲۵                               | ۳۲                               | گروه دوم - نهم                   | مرحله مقدماتی - دور دوم          | مهدی دینورزاده / علیرضا امامی‌فر        |                                  |
| ۱۳۹۰–۹۱   | لیگ آزادگان        | دوم     | ۲۶                               | ۴                                | ۶                                | ۱۶                               | ۱۲                               | ۳۷                               | ۱۸                               | گروه دوم - چهاردهم               | مرحله مقدماتی - دور دوم          |                                        | سقوط *                           |
| ۱۳۹۱–۹۲   | لیگ آزادگان        | دوم     | ۲۶                               | ۴                                | ۷                                | ۱۵                               | ۲۲                               | ۴۴                               | ۱۹                               | گروه دوم - سیزدهم                | ۱/۱۶ پایانی                      |                                        | سقوط                             |
| ۱۳۹۲–۹۳   | لیگ دسته دوم       | سوم     | ۲۴                               | ۵                                | ۸                                | ۱۱                               | ۱۳                               | ۲۱                               | ۲۳                               | گروه اول - دوازدهم               | مرحله مقدماتی - دور سوم          |                                        | سقوط                             |
| ۱۳۹۳–۹۴   | لیگ دسته سوم       | چهارم   | ۲۲                               | ۸                                | ۹                                | ۵                                | ۲۵                               | ۲۳                               | ۲۵                               | مرحله دوم - گروه دوم - چهارم     |                                  |                                        |                                  |
| ۱۳۹۴–۹۵   | لیگ دسته سوم       | چهارم   | ۱۸                               | ۸                                | ۶                                | ۴                                | ۲۶                               | ۱۷                               | ۳۰                               | مرحله دوم - گروه سوم - چهارم     |                                  |                                        |                                  |
| ۱۳۹۵–۹۶   | لیگ دسته سوم       | چهارم   | ۱۸                               | ۴                                | ۶                                | ۸                                | ۱۳                               | ۲۲                               | ۱۸                               | مرحله دوم - گروه سوم - هشتم      |                                  |                                        |                                  |
| ۱۳۹۶–۹۷   |                    |         |                                  |                                  |                                  |                                  |                                  |                                  |                                  |                                  |                                  |                                        |                                  |
| ۱۳۹۷–۹۸   |                    |         |                                  |                                  |                                  |                                  |                                  |                                  |                                  |                                  |                                  |                                        |                                  |
| ۱۳۹۸–۹۹   | لیگ دسته سوم       | چهارم   | ۱۶                               | ۶                                | ۳                                | ۷                                | ۱۵                               | ۱۴                               | ۲۱                               | مرحله دوم - گروه سوم - پنجم      |                                  |                                        |                                  |
| ۱۳۹۹–۱۴۰۰ |                    |         |                                  |                                  |                                  |                                  |                                  |                                  |                                  |                                  |                                  |                                        |                                  |
| ۱۴۰۰–۰۱   |                    |         |                                  |                                  |                                  |                                  |                                  |                                  |                                  |                                  |                                  |                                        |                                  |
| ۱۴۰۱–۰۲   |                    |         |                                  |                                  |                                  |                                  |                                  |                                  |                                  |                                  |                                  |                                        |                                  |

- باشگاه فوتبال برق شیراز امتیاز تیم استیل آذین را خریداری نمود و به لیگ آزادگان فصل ۹۲–۱۳۹۱ راه یافت.
- باشگاه فوتبال برق شیراز امتیاز تیم پویندگان تلاش آریا فارس را خریداری نمود و به مرحله دوم لیگ دسته سوم فصل ۹۹–۱۳۹۸ راه یافت.[۶]

## مربیان

### مربیان پیشین
| - ابراهیم عباسی - بیژن بیداری - کارنیک مهربانیان - عباس رضوی - خلیل صالحی کارونیان - حسین حسین‌زاده - محمود یاوری (۱۳۵۷) - فریدون عسکرزاده (۱۳۷۴) - غلامحسین پیروانی (۱۳۷۴) - محمود یاوری (۱۳۷۵) - خلیل صالحی کارونیان (۱۳۷۵) - ابراهیم بیوگرادلیچ (۱۳۷۵) - حسن حبیبی (۱۳۷۶) - غلامحسین پیروانی (۱۳۷۷) - محمد عباسی (۱۳۷۸) - اصغر شرفی (۱۳۸۰–۱۳۷۹) - ابراهیم قاسم‌پور (۱۳۸۱) |  | - محمد عباسی (۱۳۸۳–۱۳۸۲) - محمد احمدزاده (۱۳۸۴–۱۳۸۳) - عباس سیمکانی (۱۳۸۳) - محمود یاوری (۱۳۸۴) - زلاتکو ایوانکوویچ (۱۳۸۵–۱۳۸۴) - بیژن ذوالفقارنسب (۱۳۸۶–۱۳۸۵) - محمود یاوری (۱۳۸۷–۱۳۸۶) - محمد عباسی (۱۳۸۷) - فرشاد پیوس (۱۳۸۷) - رسول کربکندی (۱۳۸۷) - علی‌اصغر کلانتری (۱۳۸۹–۱۳۸۸) - مهدی دینورزاده (۱۳۹۰–۱۳۸۹) - علیرضا امامی‌فر (۱۳۹۰–۱۳۸۹) - حسین حسین‌زاده (۱۳۹۱–۱۳۹۰) - مهرداد شکاری (۱۳۹۱–۱۳۹۰) - اصغر شرفی (۱۳۹۱) - مهرداد شکاری (۱۳۹۲) |  |

## افتخارات
باشگاه برق شیراز در طول تاریخ خود یک بار به قهرمانی جام حذفی و یک بار نیز به قهرمانی جام اتحادیه رسیده است. این تیم در سال ۱۳۷۶ باغلبه بر بهمن کرج به مقام قهرمانی دست یافت. همچنین این تیم در سال ۱۳۳۶ در اولین جام سراسری ایران نیز حاضر بود.
- جام حذفی[۷][۸]
  - قهرمانی: ۷۶–۱۳۷۵
  - نایب قهرمانی: ۷۵–۱۳۷۴
- لیگ دسته دوم
  - قهرمان: ۷۰ _۷۱ و ۷۸ _۷۹

## حضور در آسیا شیر شیراز
برق شیراز در سال ۷۶–۱۳۷۵ به عنوان قهرمان جام حذفی ایران در جام برندگان جام آسیا حضور پیدا کرد و در مرحله اول مقابل تیم پلیس بغداد عراق در مجموع دو دیدار رفت و برگشت شکست خورده و حذف شد.
| فصل     | تورنمنت         | نتیجه     | بازی | برد | مساوی | باخت | زده | خورده |
| ------- | --------------- | --------- | ---- | --- | ----- | ---- | --- | ----- |
| ۱۹۹۷–۹۸ | جام برندگان جام | مرحله دوم | ۲    | ۰   | ۱     | ۱    | ۲   | ۳     |

### عمومی
- تاریخچه باشگاه برق

### ویژه
1. ↑  «باشگاه برق شیراز». hasan119.tebyan.net. بایگانی‌شده از اصلی در ۱۱ سپتامبر ۲۰۲۱. دریافت‌شده در ۲۰۲۱-۰۹-۱۱.
2. ↑  «مدرسه فوتبال برق شیراز». کارشد. ۲۰۱۹-۰۷-۱۸. دریافت‌شده در ۲۰۲۱-۰۹-۱۱.
3. ↑  10 (۱۹۹۷-۰۹-۱۹). «تیم فوتبال برق شیراز قهرمان جام حذفی باشگاه‌های ایران شد». ایرنا. دریافت‌شده در ۲۰۲۱-۰۶-۲۷.
4. ↑  پژمان راهبر. «کوه یخ در شیراز». فوتبال میدیا. نت. دریافت‌شده در ۲۹ آذر ۱۳۸۷.
5. ↑  عادل فردوسی‌پور (۲۰۰۸)، ترجمهٔ رشید سعدلو، «The great divide»، مجله وردساکر، ص. صفحهٔ ۶۲
6. ↑  خبرگزاری فارس. «انتقال رسمی امتیاز پویندگان تلاش آریا فارس به تیم فوتبال برق شیراز». خبرگزاری فارس. دریافت‌شده در ۲۵ شهریور ۱۳۹۸.[پیوند مرده]
7. ↑  «دو بار حضور پیاپی در فینال جام حذفی». وبگاه رسمی باشگاه برق شیراز. بایگانی‌شده از اصلی در ۲۶ دسامبر ۲۰۰۸. دریافت‌شده در ۲۹ آذر ۱۳۸۷.
8. ↑  «برق کاپ قهرمانی جام حذفی را در کلکسیون افتخاراتش دارد». وبگاه رسمی باشگاه برق شیراز. بایگانی‌شده از اصلی در ۱۶ مه ۲۰۰۹. دریافت‌شده در ۲۹ آذر ۱۳۸۷.